# Majlis (Zeitschrift)
Die  persischsprachige Zeitschrift Majlis (persisch مجلس, DMG Maǧlis, ‚„Parlament“ bzw. „Versammlung“‘) erschien zwischen 1906 und 1908 in Teheran. In einem einzigen Jahrgang wurden insgesamt 325 Ausgaben publiziert, die aus jeweils acht Seiten bestanden und kostenlos verteilt wurden.
Majlis galt als die Zeitschrift der Konstitutionellen Revolution und war das Sprachrohr des Parlaments. Sie verschrieb sich dem Ziel, die Verhandlungen des Parlaments und deren Ergebnisse direkt und ungefiltert der Öffentlichkeit bereitzustellen. Herausgeber war Mirza Mohsen Mojtahed und sein Chefredakteur Seyed Mohammad Hosseini Tabatabaei.
Über die rurale Dimension der Revolution gab die Zeitschrift ebenso großen Aufschluss wie über die damalige sozioökonomische Situation im Land sowie die verschiedenen Streiks und Proteste. Leserbriefe spiegelten zudem die herrschenden Kontroversen zwischen Intellektuellen, Konservativen sowie der Bauernschaft zu verschiedenen politischen Themen wider. Während der Dauer ihres Erscheinens unterlag die Zeitschrift keinerlei staatlicher Zensur.